# Guns N' Roses
 (septembre 2009).
Si vous disposez d'ouvrages ou d'articles de référence ou si vous connaissez des sites web de qualité traitant du thème abordé ici, merci de compléter l'article en donnant les références utiles à sa vérifiabilité et en les liant à la section « Notes et références ».
Pour les articles homonymes, voir GNR.
Ne doit pas être confondu avec GNR (groupe portugais).
Guns N' Roses (souvent abrégé en GNR) est un groupe américain de hard rock, originaire de Los Angeles, en Californie. Formé en 1985, il se compose du chanteur Axl Rose, des guitaristes Slash et Izzy Stradlin, du bassiste Duff McKagan et du batteur Steven Adler. Aujourd'hui, le groupe est composé de sept membres : aux trois membres originaux — Axl, Slash et Duff — s'ajoutent ces quatre nouveaux, le guitariste Richard Fortus, les claviéristes Dizzy Reed et Melissa Reese, et le batteur Isaac Carpenter (en) (2025). Le groupe est devenu en peu d'années l'un des groupes de hard rock les plus populaires, avec plus de 100 millions de disques vendus dans le monde, dont 45 millions aux États-Unis.
L'album Appetite for Destruction (1987) recense plus de 30 millions d'exemplaires vendus et demeure l'un des albums plus vendus de l'histoire. Issue de cet album, la chanson Sweet Child O' Mine atteint la première place du Billboard Hot 100. En 1991, le groupe sort deux albums simultanément, Use Your Illusion I et II. Cette même année, le groupe entame une tournée marathon qui durera plus de deux ans. À partir de 1996, à la suite du départ de tous les membres originaux à l'exception d'Axl Rose, le groupe voit défiler un grand nombre de musiciens dans ses rangs. En 2008 sort Chinese Democracy, qui aura nécessité près de 15 années de préparation et un budget d'environ 13 millions de dollars.
Le groupe est classé en 92e position de la liste des plus grands artistes de tous les temps selon Rolling Stone et est introduit au Rock and Roll Hall of Fame le 14 avril 2012, cérémonie à laquelle Axl Rose ne participe pas. En 2016, le guitariste Slash et le bassiste Duff McKagan font leur retour dans le groupe, vingt ans après leur départ, pour la tournée Not in This Lifetime... Tour qui devient la troisième ayant généré le plus de recettes dans l'histoire de la musique. En 2023, le groupe a vendu près de 90 millions d'albums avérés à travers le monde.

## Historique

### Débuts (1985–1986)
Le groupe est formé en 1985 de la fusion de deux groupes : trois membres de L.A. Guns, le guitariste soliste Tracii Guns, le bassiste Ole Beich et le batteur Rob Gardner, et deux membres de Hollywood Rose, le chanteur Axl Rose et le guitariste rythmique Izzy Stradlin, d'où le nom Guns N' Roses. Quelques jours après la formation du groupe, Ole Beich est renvoyé et remplacé par Duff McKagan. Ne s'étant pas présenté à une répétition, Tracii Guns est remplacé par Slash. Après une tournée en Californie, le batteur Rob Gardner quitte le groupe et est remplacé par Steven Adler, un ami proche de Slash. Cette formation devient définitive dès 1985 et sera mise sous contrat par Geffen Records en 1986.
En 1986, le groupe fait paraître son premier EP, Live ?!*@ Like a Suicide, sur le label indépendant Uzi Suicide Records. 10 000 exemplaires sont produits. Les chansons qui composent le disque sont présentées comme enregistrées live mais Rose révèlera plus tard que les bruits de foule ont été rajoutés au mixage. L'EP contient deux reprises, Nice Boys de Rose Tattoo et Mama Kin d'Aerosmith, ainsi que deux compositions originales, Reckless Life et Move to the City. Les chansons contenues sur cet EP sont publiées deux ans plus tard sur l'album G N' R Lies. Le vinyle original de Live ?!*@ Like a Suicide devient collector au fil des années.

### Appetite for DestructionetG N' R Lies(1987–1989)
Le groupe connaît un succès fulgurant avec son premier album, Appetite for Destruction (1987), qui s'écoule à près de 30 millions d'exemplaires à travers le monde ce qui en fait l'un des albums les plus vendus de l'histoire de la musique et détient le record de l'album le plus vendu pour un premier album. Il est également certifié 18 fois disque de platine aux États-Unis. Il est considéré par beaucoup comme le meilleur album du groupe,. Il inclut, comme chanson, notamment,  Sweet Child O' Mine, Welcome to the Jungle, Paradise City, It's So Easy, Rocket Queen, Mr. Brownstone ou encore Out Ta Get Me.
Appetite For Destruction est suivi en 1988 par un EP intitulé G N' R Lies, qui comprend huit chansons dont quatre tirées de l'EP sorti en 1986, Live ?!* @ Like a Suicide, et quatre autres acoustiques. Cet album est également le témoin d'un succès important mais il faut attendre 1991 pour connaître la confirmation des véritables successeurs d'Appetite avec la sortie des deux nouveaux albums Use Your Illusion I et Use Your Illusion II. Entre-temps, le groupe renvoie son batteur Steven Adler à la suite de ses problèmes causés par la drogue et le remplace par Matt Sorum, le batteur du groupe The Cult. Slash le vit très mal car Adler était son ami d'enfance qui l'avait initié à la musique. Le groupe annonce également qu'il va s'adjoindre les services de Dizzy Reed aux claviers.
Malgré son succès auprès du public, le groupe se heurte aux critiques de la presse qui le dénigrent régulièrement. En guise de réponse, le groupe écrit la chanson Get in the Ring qui figure sur Use Your Illusion II.

### Renommée et fortune (1990–1993)

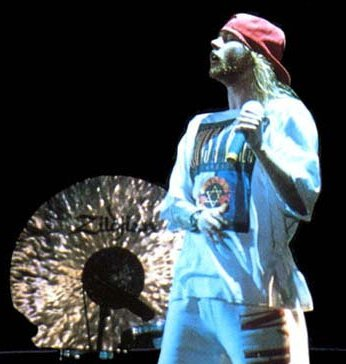
Axl Rose lors d'un concert de Guns N' Roses en Israël.

Les deux albums Use Your Illusion I et Use Your Illusion II sortent en même temps en septembre 1991 et deviennent rapidement de véritables phénomènes, soutenus par des succès internationaux tels que You Could Be Mine (inclus dans la B.O. du film Terminator 2 : Le Jugement dernier), Don't Cry, leur reprise de Knockin' on Heaven's Door de Bob Dylan ou encore November Rain. Ces albums s'écoulent à près de 35 millions d'exemplaires (combinés) à travers le monde.[réf. nécessaire] Le groupe remplit alors les stades du monde entier. Ils connaissent notamment un énorme succès au Japon. Musicalement, le groupe explore des univers musicaux très vastes. À la même époque le guitariste rythmique Izzy Stradlin quitte le groupe pour entamer une carrière solo sous le nom de Izzy Stradlin' and the Ju Ju Hounds ; il est remplacé par Gilby Clarke en 1992.
Le groupe participe au Freddie Mercury Tribute le 20 avril 1992 où Axl Rose et Elton John chantent Bohemian Rhapsody. Le 6 juin 1992 Guns N' Roses donne un concert à l'hippodrome de Vincennes devant 60 000 personnes. Ce concert est retransmis par les télévisions du monde entier. Pour l'occasion, Guns N' Roses s'entoure de Lenny Kravitz qui chante Always on the Run avec le groupe, à l'exception d'Axl, ainsi que Steven Tyler et Joe Perry, respectivement chanteur et guitariste d'Aerosmith qui gratifient le public de deux titres de leur propre groupe, Train Kept a Rollin et Mama Kin, en compagnie de Guns N' Roses au grand complet. À l'issue de sa tournée mondiale, le groupe sort, en novembre 1993, The Spaghetti Incident? un album de reprises de chansons de punk rock principalement. On y trouve par exemple Raw Power d'Iggy & the Stooges, Down on the Farm des UK Subs, Attitude des Misfits, chantée par Duff McKagan, Hair of the Dog de Nazareth, deux hommages à Johnny Thunders et The New York Dolls avec Human Being et You Can't Put Your Arms Around A Memory chantée par Duff. Buick Makane [Big Dumb Sex] est un mix de chansons de T. Rex et Soundgarden. On notera la participation de Michael Monroe sur Ain't It Fun et le single Since I Don't Have You (des Skyliners) dans le clip duquel joue Gary Oldman dans le rôle du diable. Look at Your Game, Girl (en), de Charles Manson, y figure en morceau caché.
En 1994, les tensions de la tournée ne sont pas évacuées et les répétitions pour le prochain album séparent peu à peu les membres du groupe du chanteur. Gilby Clarke est licencié en juin. Guns N' Roses arrive quand même à participer à la bande originale d'Entretien avec un vampire, avec la reprise Sympathy for the Devil des Rolling Stones, en décembre. Paul Tobias, un ami d'Axl, remplace Gilby à l'insu du groupe.

### Déclin et refonte (1995–2006)

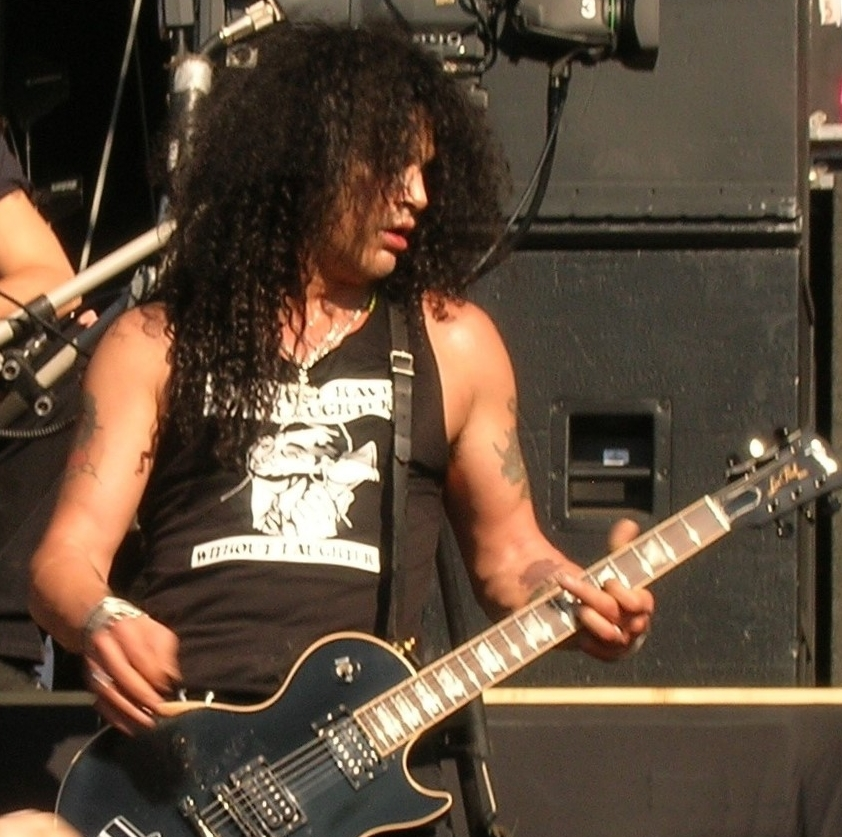
Slash.

Vient une longue période de déclin marquée par les frasques de certains membres du groupe et en particulier du chanteur Axl Rose. D'autres s'essayent à des projets parallèles comme Slash avec son groupe Slash's Snakepit (dans lequel œuvrent également Matt Sorum et Gilby Clarke) en 1995 ou Duff McKagan avec son album solo Believe in Me, fin 1993. La formation Neurotics Outsiders dans laquelle Duff (à la rythmique) et Matt se produisent sur scène avec Steve Jones (l'ex-guitariste des Sex Pistols) et John Taylor (ex Duran Duran) pendant l'été 1996. De ce premier bœuf au Viper Room de Los Angeles est tiré un album éponyme. C'est donc lors de la tournée Use your Illusion qu'Axl Rose décide de s'approprier le nom Guns N' Roses afin d'assurer la pérennité du groupe. Mis devant le fait accompli, et pour éviter la ruine du groupe, les autres membres acceptent. Cela reste un facteur important de leur séparation, mais pas l'unique car des divergences musicales sont également à la source du départ de Slash en octobre 1996 remplacé par Robin Fink, Matt Sorum en avril 1997 et Duff MacKagan en août 1997. Ces derniers se réunissent en 2002 avec l'aide de Scott Weiland (chanteur, ex Stone Temple Pilots) et Dave Kushner (guitariste rythmique) pour fonder le supergroupe Velvet Revolver en 2003.
Axl Rose s'entoure de différents musiciens (dont Dave Navarro) pour sortir en novembre 1999 une chanson pour la bande originale du film End of Days, intitulée "Oh my God", un titre qu'il peaufine depuis deux ans. Voici ce qu'il en dit dans un communiqué de presse du 22 septembre 1999[Lequel ?][réf. nécessaire] : « la base musicale de la chanson a été écrite par Paul Huge il y a un peu plus de deux ans, Dizzy ayant écrit le thème musical du refrain. » Il affirme également que Duff et Matt « n'ont pas su voir le potentiel de la chanson et n'ont pas voulu l'explorer et encore moins l'enregistrer. » Quand Josh Freese, Tommy Stinson et Robin Finck ont entendu les démos, ils se sont « jetés » sur Oh My God. Axl remercie Arnold Schwarzenegger dans son communiqué pour sa considération. Les musiciens présents sur le titre sont donc, d'après Axl : Paul Huge, Gary Sunshine, Dave Navarro et Robin Finck. Le chanteur déclare aussi : « La partie de guitare de Robin a été écrite par Paul et par la suite manipulée par notre producteur, Sean Beavan. Robin n'a pas participé à l'écriture du morceau final mais était présent pour l'arrangement du titre. Toutes les paroles ont été écrites par moi-même. La programmation additionnelle (effets sonores) est de Stuart White. »
Geffen fait paraître un double album live en 1999 intitulé Live Era: '87-'93 qui contient des chansons de GN'R enregistrées lors de différents concerts entre 1987 et 1993, puis en 2004 Greatest Hits. En 2001, Axl tente de relancer la machine mais ne fait que deux concerts : le 1er janvier à la House Of Blues de Las Vegas, puis au festival Rock in Rio 3 (15 janvier). Il y a quelques concerts en 2002, notamment à Hong Kong, au Leeds Festival et à Londres, et un point d'orgue aux MTV VMAs le 29 août. Une tournée américaine est programmée mais elle s'interrompt à cause de ventes de billets médiocres et de plusieurs émeutes. Le groupe connaît des changements de formations jusqu'en 2006, ce qui perturbe les négociations pour les tournées et la finalisation d'un album annoncé depuis 1999.

### Renouvellement (2006–2007)
En 2006, le groupe fait un vrai retour : le Chinese Democracy World Tour débute le 12 mai à New-York pour quatre concerts complets au Hammerstein Ballroom. Seuls deux membres du groupe de l'époque Use your Illusion sont présents, Axl Rose et Dizzy Reed ; Izzy Stradlin participe à quelques concerts. De nombreuses personnalités se déplacent pour ces concerts, notamment Liam Gallagher d'Oasis, Lenny Kravitz ou encore Kid Rock, Lars Ulrich, Dexter Holland du groupe The Offspring, Fred Durst du groupe Limp Bizkit ou encore Lindsay Lohan, fan inconditionnelle du groupe. La tournée passe ensuite par l'Europe et les États-Unis, en repassant notamment à New-York pour un concert remarqué au Madison Square Garden, ainsi qu'à Las Vegas ou encore Cuba. La tournée 2006 comporte une série de 70 concerts et le groupe joue devant plus d'un million de personnes au total.[réf. nécessaire]
La tournée européenne de l'été 2006 se termine au POPB à Paris le 20 juin. Le concert de Zürich du 21 juin est annulé à la dernière minute car la femme de Brain, le batteur du groupe, accouche plus tôt que prévu. Il doit donc repartir aux États-Unis d'urgence et est remplacé par Frank Ferrer pendant environ deux semaines. À l'automne 2006, la formation confirme son départ en tournée à travers l'Amérique du Nord. Les dernières dates de tournée sont prévues pour le 16 janvier 2007. Les billets pour les concerts se vendent en quelques minutes. Frank Ferrer est alors officiellement dans le groupe sans toutefois que Bryan Mantia ne soit renvoyé.
À l'été 2007, le groupe repart en tournée au Mexique puis en Océanie (Australie, Nouvelle-Zélande) ainsi qu'au Japon pour des concerts affichant une nouvelle fois complets. Le 28 juillet 2007, la formation Adler's Appetite, mettant en vedette Steven Adler, offre un concert en l'honneur du 20e anniversaire du disque Appetite for Destruction au Key Club, à Los Angeles. Dans un entretien, le batteur promet que tous les membres originaux seront présent à l'exception d'Axl Rose[réf. nécessaire]. Pour sa part, Steven explique avoir rencontré Axl Rose à Las Vegas et qu'il y a une possibilité qu'il soit présent. Finalement, le concert s'effectue sans Axl Rose et Slash. Izzy et Duff jouent sur Mr Brownstone puis Izzy reste pour trois autres titres, Tijuana Jail, Mama Kin et Paradise City.

### Chinese Democracy(2008–2014)

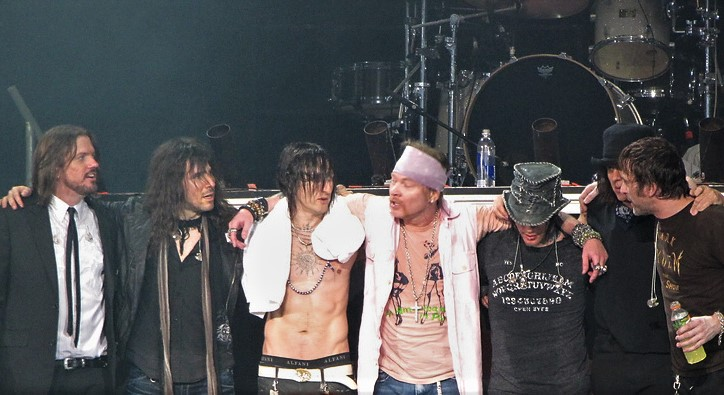
Guns N' Roses en 2010.

Le groupe ne sort plus d’album original depuis Use your Illusion en 1991. Dès 1993, Axl Rose commence à travailler sur un nouvel album, dont on apprendra le titre quelques années plus tard, Chinese Democracy. Depuis cette période, la sortie dans les bacs a été maintes fois annoncée et maintes fois repoussée. Avec un coût total estimé à plus de 15 millions de dollars l'album est le deuxième plus cher de tous les temps derrière Invincible de Michael Jackson. On ne compte plus le nombre de collaborations de stars internationales dont le travail sera mis en suspens pour des raisons encore inconnues. Cet album fait couler énormément d'encre en dix ans environ de « fausses alertes » concernant sa sortie.
En 2006, Axl Rose promet la sortie prochaine de l'album. Selon un article du magazine Rolling Stone, l'album aurait dû sortir le 21 novembre 2006. Fin 2006 une version démo d'une chanson issue de l'album fait son apparition sur le web. Elle fait notamment participer Brian May, guitariste de Queen. Axl Rose annonce le 15 décembre 2006 dans une lettre ouverte aux fans que Chinese Democracy, « l'album attendu depuis plus de dix ans, sortira le 6 mars 2007. » Il ajoute ensuite que cette date qu'il avance est provisoire, et qu'il n'est pas sûr de pouvoir tenir ses promesses, mais qu'il essaiera, autant que faire se peut, de respecter cette date, « pour honorer ses fans ». Une marque de sodas américaine, Dr Pepper, met au défi dans une lettre ouverte au groupe de sortir ce nouvel album avant la fin de l'année 2008. Si c'est effectivement le cas, Dr Pepper s'engage à offrir une canette à tous les américains, sauf les anciens guitaristes Slash et Buckethead. Axl Rose se dit « très surpris et heureux d'avoir le soutien de Dr Pepper. Désormais la date retenue pour la sortie de cet album est le 23 novembre 2008. » Depuis 2006, neuf chansons sont apparues sur le web, certaines dans différentes versions d'avancement. L'une d'elles, Better, a même failli servir pour une publicité pour Harley Davidson. Parfois très industrielles, ces nouvelles chansons divergent totalement de l'orientation musicale du groupe entre 1986 et 1993. Malgré tout, cette nouvelle donne musicale sonne très moderne et originale. Une nouvelle chanson, Shackler's Revenge est sortie le 14 septembre 2008 sur le jeu vidéo Rock Band 2. Un jeu vidéo du nom de Burnout Paradise paru en janvier 2008 se déroule dans un univers complètement ouvert. Le joueur pilote un bolide dans les rues de Paradise City qui fait référence à la chanson du groupe.
Le 22 octobre 2008, le premier single Chinese Democracy est diffusé sur les radios américaines et anglaises. Chinese Democracy fait partie des chansons qui étaient apparues sur le web en 2006, mais la version finale est bien différente. Ce même jour, la date de sortie de l'album aux États-Unis est annoncée : 23 novembre. Le 22 novembre en France et le 23 novembre aux États-Unis, marquent la fin de l'attente, Chinese Democracy est enfin disponible. Bien que les critiques ne soient pas toutes négatives, l'album ne décolle pas pour autant : après une première semaine fructueuse, les ventes de l'album baissent de 78 % la deuxième. Axl Rose, lui, est introuvable et participe pendant ce temps à quelques discussions sur des forums de fans du groupe sous le pseudo de Dexter. Il s'est vendu à ce jour près de 5 millions d'albums. En février 2009, les Guns accueillent un nouveau membre: DJ Ashba, qui devient le nouveau guitariste soliste du groupe, avec évidemment Ron Thal déjà présent depuis 2006. En octobre 2009, le groupe annonce qu'il va partir en tournée en Asie, avant ensuite de confirmer une tournée mondiale. Le premier concert a lieu à Taipei (premier concert à Taïwan de l'histoire du groupe), puis la tournée asiatique passe par Séoul, Osaka et Tokyo. Le show de Tokyo est le plus long de l'histoire du groupe avec plus de 3 h 40 de concert, et une setlist de plus de 30 chansons. La tournée continue avec 13 dates au Canada en janvier/février, puis passe ensuite par l'Amérique du Sud puis par l'Europe, cette tournée européenne s'achève sur un concert à Barcelone le 23 octobre 2010. À Paris, le groupe remplit une nouvelle fois Bercy, le 13 septembre 2010.
Début 2012, le groupe d'Axl Rose annonce une tournée française pour le mois de juin, comportant une date à Paris, Lyon, Montpellier, Toulon, Toulouse et Strasbourg, et font partie des têtes d'affiche du Hellfest 2012[source insuffisante]. Rose chute d'ailleurs lors du concert. Le 14 avril 2012, Guns N' Roses est intronisé au Rock and Roll Hall of Fame où le groupe Green Day fait un discours en leur honneur. À cette occasion, le groupe original (à l'exception d'Axl Rose) se reforme et joue plusieurs chansons. Le 31 octobre 2012, le groupe entame Appetite for Democracy (en), une série de 42 concerts en Amérique du Nord, Asie, Océanie, Moyen-Orient et Amérique latine marquant les 25 ans d'Appetite for Destruction et les quatre ans de Chinese Democracy. Cette tournée prend fin le 7 juin 2014. La captation du 21 novembre 2012 à la salle The Joint de Las Vegas, entièrement en 3D, sera diffusée en salles de cinéma et éditée en DVD et Blu-ray 3D. Il s'agit là de la première sortie vidéo d'un concert des Guns N' Roses depuis Use Your Illusion I et II en 1992.

### Retour de Slash etNot in This Lifetime... Tour(depuis 2016)

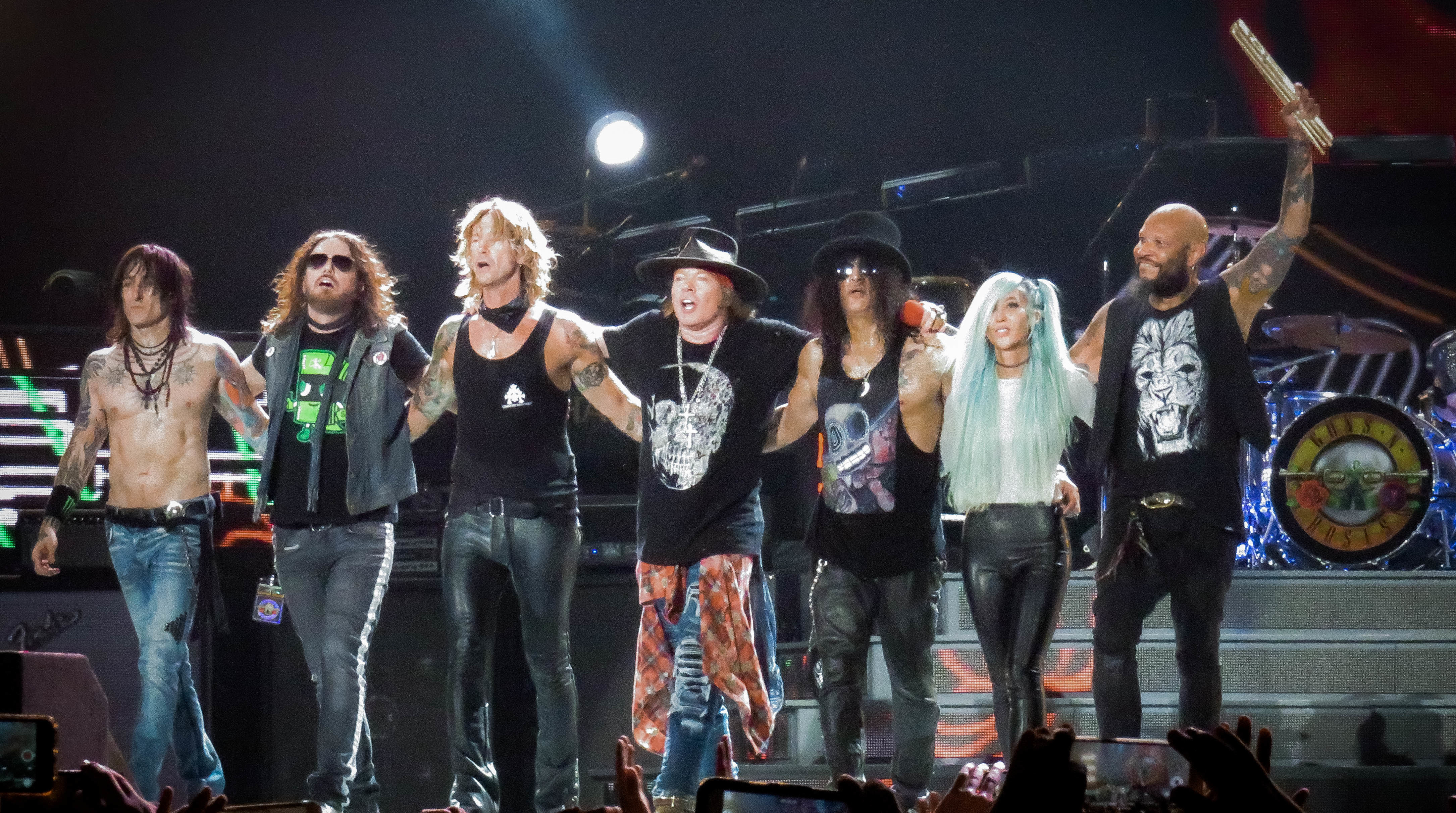
Guns N' Roses au Mexique le 30 novembre 2016. De gauche à droite : Richard Fortus, Dizzy Reed, Duff McKagan, Axl Rose, Slash, Melissa Reese, Frank Ferrer.

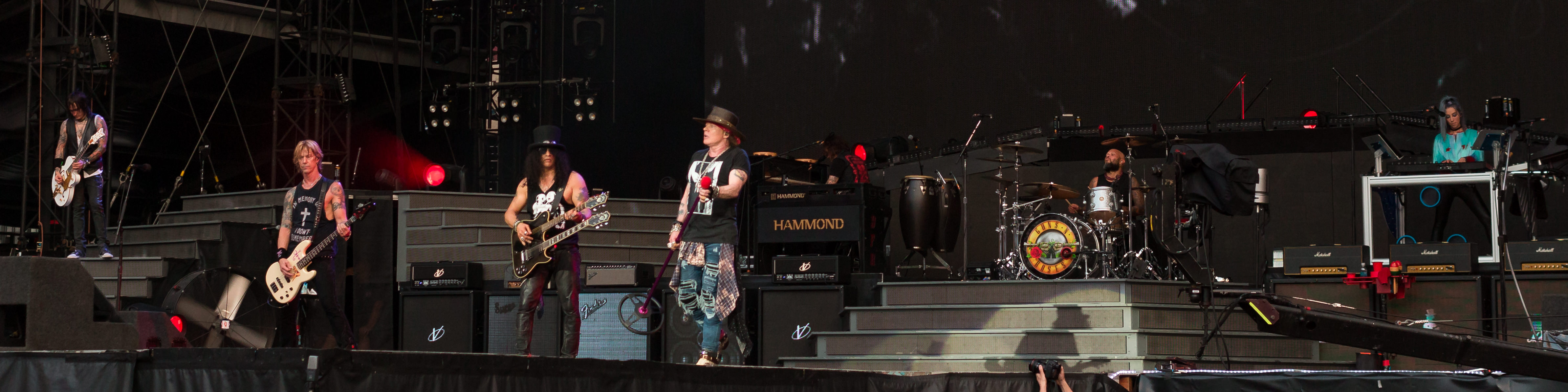
Guns N' Roses à Londres le 17 juin 2017. De gauche à droite, Richard Fortus, Duff McKagan, Slash, Axl Rose, Dizzy Reed (de dos), Frank Ferrer, Melissa Reese.

Le 5 janvier 2016, après plusieurs semaines de rumeurs à ce sujet, Slash, Duff McKagan et Axl Rose confirment une reformation du groupe en annonçant officiellement leur première date au festival de Coachella, en Californie. Le dernier concert de Slash avec Guns N' Roses date du 17 juillet 1993, à Buenos Aires. Le 19 janvier 2016, à la suite de la première annonce, les Guns N' Roses annoncent deux dates (8 et 9 avril) au nouveau T-Mobile Arena de Las Vegas. Le site officiel du groupe publie ce même jour un clip dans lequel la présence de Slash et Duff McKagan est confirmée. Le 1er avril 2016, le groupe annonce qu'il donne un concert surprise le soir même au club Troubadour à Los Angeles et annonce, quelques heures plus tard, une vingtaine de dates dans des stades d'Amérique du Nord pour leur tournée Not in This Lifetime... Tour à partir du 23 juin à Détroit.
À la suite des problèmes de santé de Brian Johnson, chanteur d'AC/DC, Axl Rose le remplace pour finir la tournée du Rock or Bust World Tour entre le 7 mai et le 15 juin 2016, puis du 27 août au 20 septembre 2016.
Le 6 juillet 2016 au Paul Brown Stadium de Cincinnati, le batteur original Steven Adler joue avec le groupe pour la première fois depuis 1990. Il interprète Out Ta Get Me et My Michelle.
Après des étapes aux États-Unis, en Amérique latine, en Asie et en Océanie, la tournée arrive en Europe en mai 2017 avec notamment une date au Stade de France le 7 juillet. Après de nouvelles étapes en Amérique en automne 2017, le groupe revient en Europe à partir de juin 2018.
Le 4 mai 2018, le groupe sort en single une version inédite de Shadow of Your Love afin de promouvoir le coffret Locked N' Loaded et la version remastérisée de l'album Appetite for Destruction.
La tournée s'arrête momentanément le 8 décembre 2018 à Honolulu avec un total de 550 M$ de recette, devenant ainsi la troisième ayant généré le plus de recette de l'histoire.
En février 2019, Slash et Duff McKagan affirment qu'un nouvel album est en préparation,.
Le groupe reprend la tournée le 21 septembre 2019 à Los Angeles, tournée qui s'achève momentanément le 2 novembre à Las Vegas après un total de 175 concerts.

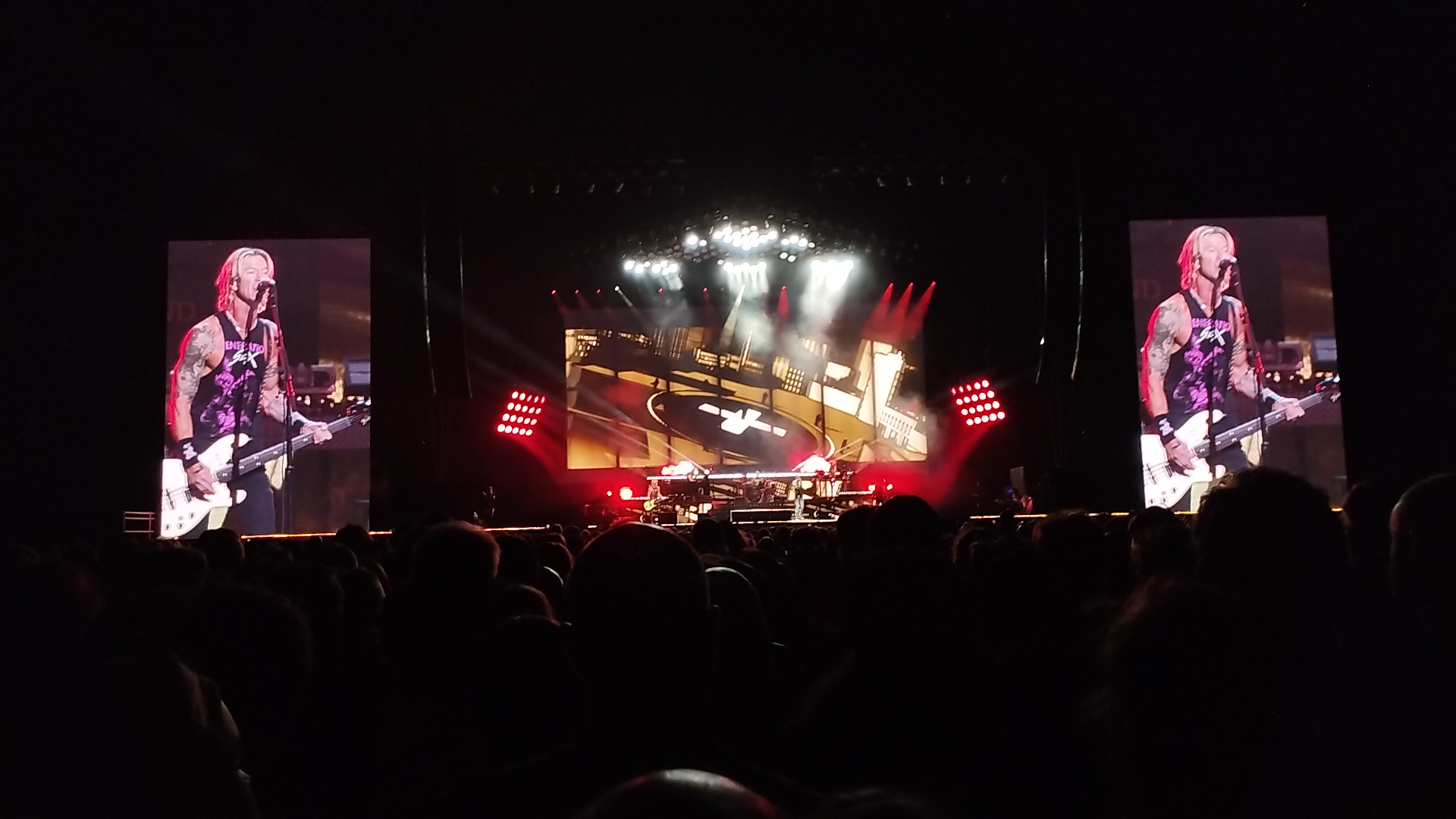
Duff McKagan interprétant T.V. Eye, des Stooges, avec Guns N' Roses à Paris La Défense Arena le 13 juillet 2023-.

Le 16 octobre 2019, leur chanson Sweet Child O' Mine, a atteint le milliard de vues, devenant la seconde chanson de Guns N' Roses à avoir atteint le milliard de vues (La première étant November Rain, sorti en 1992), et la première des années 1980 à avoir atteint le milliard de vues (La seconde chanson des 80s est Take On Me de a-ha, qui a 944 millions de vues sur YouTube).
En raison de la pandémie de Covid-19, les étapes européennes et américaines de mai, juin, juillet et août 2020 sont reportées à 2021. En novembre et décembre 2021, le groupe est à l'affiche du festival Lollapalooza au Chili, en Argentine, au Brésil et en Colombie.
En 2023, le groupe effectue une tournée européenne, passant notamment par le stade Paris La Défense Arena de Nanterre le 13 juillet.

## Style musical
La musique des Guns N' Roses est une fusion des genres punk rock, blues rock, heavy metal et rock and roll traditionnel. Une forte influence sur l'image et le son de Guns N' Roses provient du groupe finlandais Hanoi Rocks (le chanteur de ce groupe, Michael Monroe collabore à plusieurs reprises avec Axl Rose). Rose déclare que le groupe est très inspiré par des groupes comme Queen, AC/DC, les Rolling Stones, et Rose Tattoo et que le son d'Appetite for Destruction est influencé par AC/DC et Aerosmith. Slash, pour sa part, affirme avoir été principalement inspiré par Brian May de Queen et Joe Perry d'Aerosmith.

## Composition

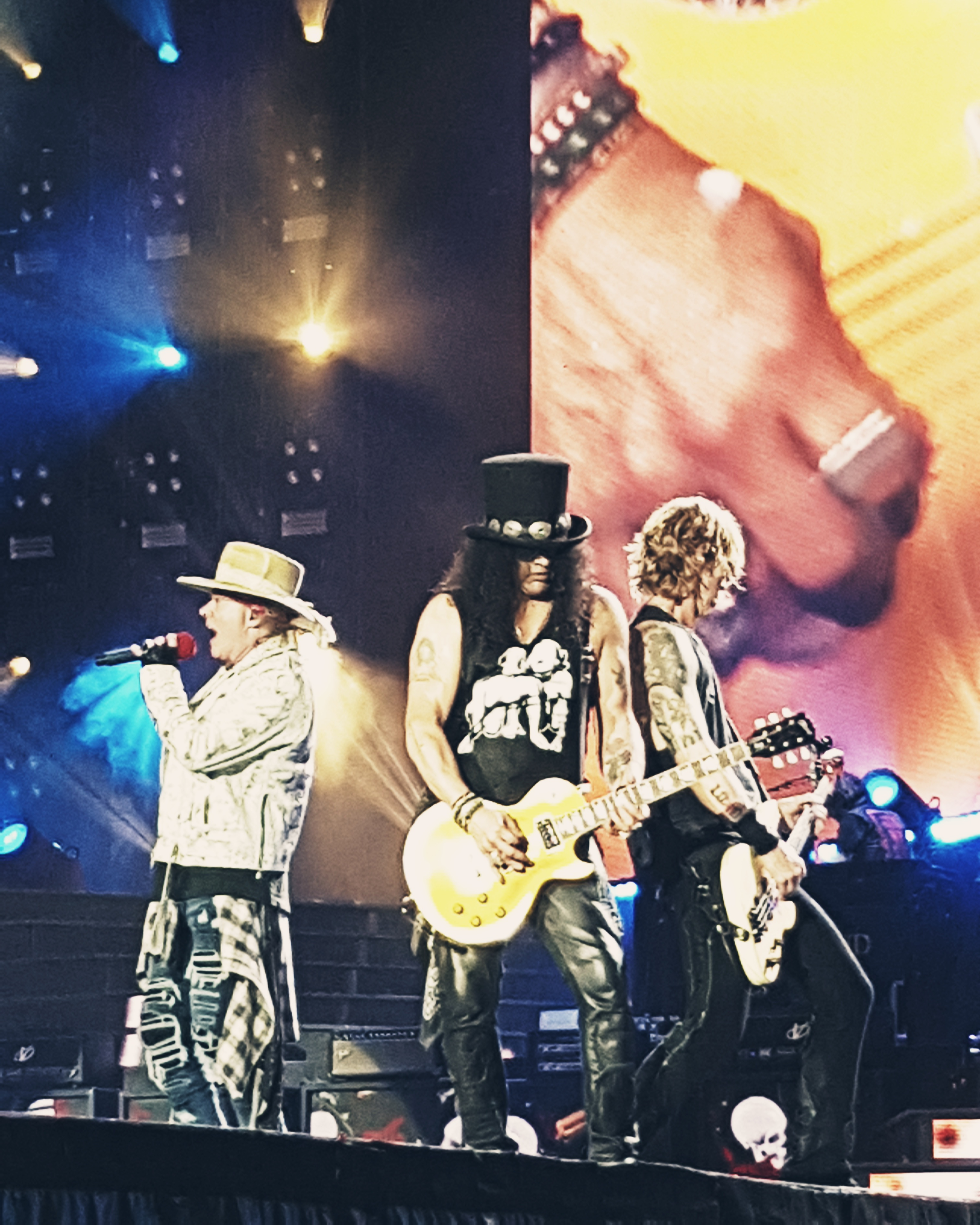
Guns N' Roses à Londres en 2017 pour la tournée Not in this Lifetime. De gauche à droite, Axl Rose, Slash et Duff McKagan.

Au départ, Guns N' Roses est un groupe de cinq musiciens : Axl Rose (chant), Slash (guitare solo), Izzy Stradlin (guitare rythmique, chœurs), Duff McKagan (basse, guitares additionnelles, chœurs) et Steven Adler (batterie). En 1990, Steven Adler est remplacé par Matt Sorum tandis qu'un clavier, Dizzy Reed, rejoint le groupe. Izzy Stradlin est remplacé par Gilby Clarke en 1991, pendant la tournée Use Your Illusion.
À partir de 1996, Axl Rose reste seul maître à bord à la suite du départ de tous les membres (à l'exception de Dizzy Reed) et recompose entièrement le groupe en recrutant les guitaristes Robin Finck et Paul Tobias, le batteur Josh Freese et le bassiste Tommy Stinson. En 1999, un autre clavier est ajouté en la personne de Chris Pitman. La même année, Josh Freese est remplacé par Bryan Mantia. En 2000, un troisième guitariste est ajouté, Buckethead, qui est remplacé en 2006 par Ron « Bumblefoot » Thal. Le groupe compte alors huit personnes.
Avant de commencer la tournée de 2002, le guitariste rythmique Paul Tobias est remplacé par Richard Fortus mais demeure dans l'entourage. Pendant la tournée mondiale 2006, le batteur Bryan Mantia quitte le groupe pour rejoindre sa femme qui vient d'accoucher. Depuis ce moment, Frank Ferrer est le batteur du groupe sans que toutefois Bryan Mantia n'ait officiellement quitté le groupe. En avril 2008, le guitariste Robin Finck quitte Guns N' Roses pour rejoindre son ancien groupe, Nine Inch Nails ; il est remplacé, à partir de mars 2009, par DJ Ashba.
En juillet 2015, les deux guitaristes solistes DJ Ashba et Bumblefoot quittent officiellement le groupe. À la suite de ces deux départs rapprochés, des rumeurs sur une possible reformation du groupe originel se mettent à circuler.
Le 5 janvier 2016, après plusieurs semaines de rumeurs, Axl Rose, Duff McKagan et Slash annoncent officiellement leur collaboration pour une tournée américaine (Not in This Lifetime... Tour), la première date annoncée étant le festival Coachella en avril 2016. Le personnel de la tournée est confirmé par la signature de tous les membres du groupe sur une peau de batterie. Richard Fortus et Frank Ferrer demeurent dans le groupe et au premier concert au Troubadour, Chris Pitman est désormais remplacé par la première femme membre du groupe, Melissa Reese. En 2016, le groupe revient donc à une formule de deux guitaristes après avoir joué avec trois guitaristes depuis 2000.

## Membres

### Membres actuels
- Axl Rose – chant, piano, claviers (depuis 1985)
- Slash – guitare solo (1985-1996, depuis 2016)
- Duff McKagan – basse, chœurs (1985-1997, depuis 2016)
- Dizzy Reed – claviers, piano, percussions, chœurs (depuis 1990)
- Richard Fortus – guitare solo et rythmique, chœurs (depuis 2002)
- Melissa Reese – claviers, piano, chœurs (depuis 2016)

## Discographie
- 1987 : Appetite for Destruction
- 1988 : G N' R Lies
- 1991 : Use Your Illusion I et II
- 1993 : The Spaghetti Incident?
- 2008 : Chinese Democracy